# La Resinera
La Resinera är en ort i Mexiko.   Den ligger i kommunen Hidalgo och delstaten Michoacán de Ocampo, i den södra delen av landet, 150 km väster om huvudstaden Mexico City. La Resinera ligger 1 976 meter över havet och antalet invånare är 124.
Terrängen runt La Resinera är huvudsakligen kuperad. La Resinera ligger nere i en dal. Runt La Resinera är det ganska tätbefolkat, med 93 invånare per kvadratkilometer. Närmaste större samhälle är Ciudad Hidalgo, 5,4 km väster om La Resinera. I omgivningarna runt La Resinera växer huvudsakligen savannskog.